# Böttcherstraße (Brema)

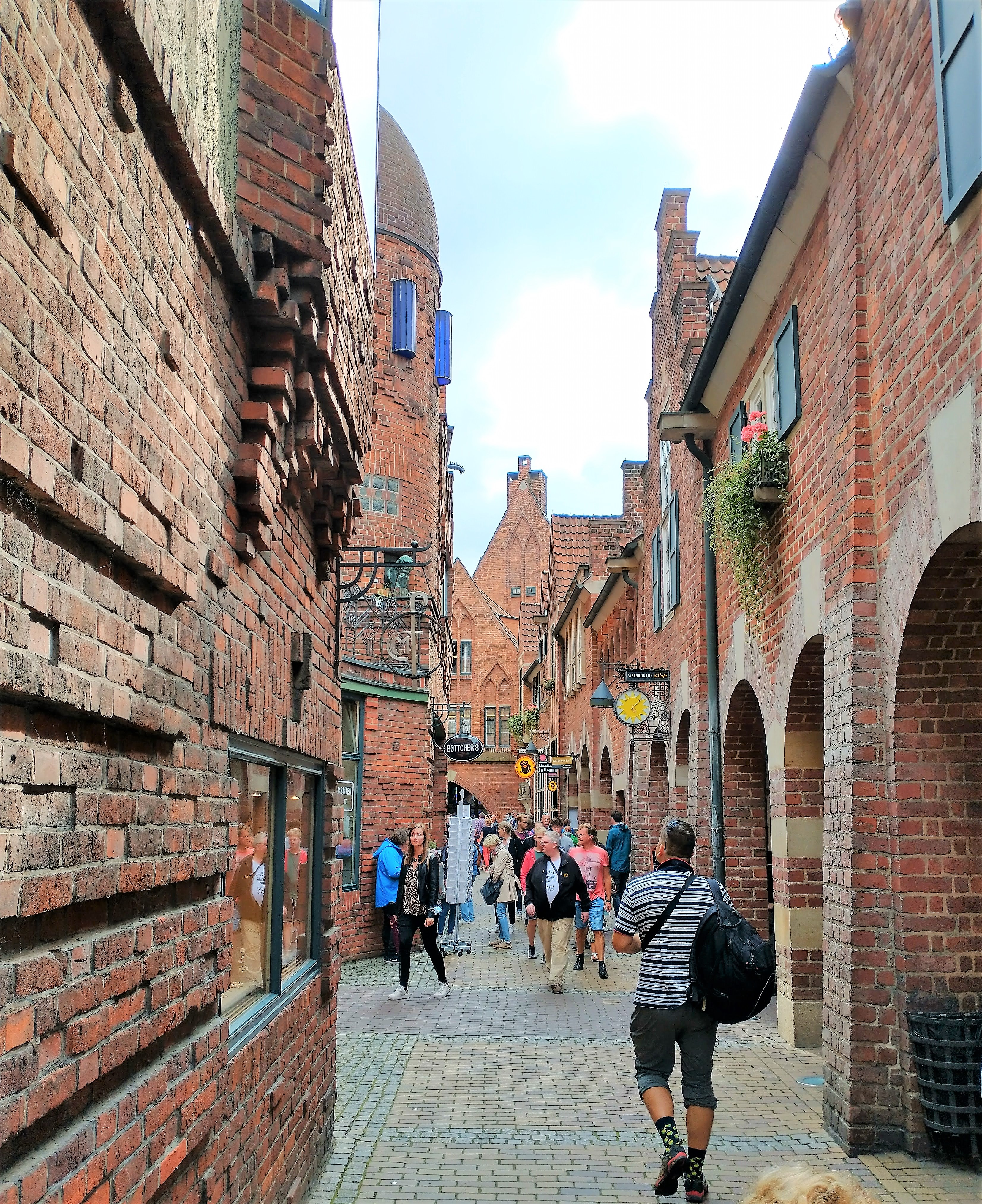
Wnętrze ulicy: po lewej Paula-Becker-Modersohn-Haus, a po prawej Haus Sankt Petrus

Böttcherstraße – piesza ulica w centrum Starego Miasta w Bremie, przebiegająca z północnego wschodu na południowy zachód i łącząca Stary Rynek z Martinistraße.

## Historia
Licząca 108 metrów długości ulica została zbudowana w latach 1922–1931 i od czasu powstania przyciąga turystów (co było celem budowniczych) ze względu na nieszablonowe rozwiązania architektoniczne oraz handel (sztuka, rękodzieło, kuchnia regionalna).

## Budynki
Jednym z najważniejszych budynków jest wybudowany przez Bernharda Hoetgera w 1927 Paula-Becker-Modersohn-Haus. Należy on do najlepszych przykładów niemieckiego ekspresjonizmu ceglanego w architekturze. Mieści się tam najważniejsza kolekcja dzieł Pauli Modersohn-Becker. Dodatkowo funkcjonują tu na parterze sklepy Werkschau i Handwerkerhof oferujące nowoczesne rękodzieło. Inną placówką kulturalną zlokalizowaną przy ulicy jest Muzeum Ludwiga Roseliusa (1874-1943, kupca kawowego, założyciela przedsiębiorstwa Café HAG), prezentujące obrazy, płaskorzeźby i rzeźby z różnych epok. Haus de Glocken-Spiels zawiera instalację trzydziestoma porcelanowymi dzwonkami, wygrywającymi szanty, a Haus Atlantis charakteryzuje się układem optycznym mającym przywodzić na myśl zatopione miasto. Ulicę od strony Wezery (Martinistraße) zamyka Robinson-Crusoe-Haus zbudowany w duchu kolonialnym i nawiązujący do powieści Daniela Defoe.

## Wykaz obiektów
| Budynek                     | Numer | Zdjęcie | Rok budowy                  | Architekt                                     |
| --------------------------- | ----- | ------- | --------------------------- | --------------------------------------------- |
| Paula-Becker-Modersohn-Haus | 8-10  |         | 1926-1927                   | Bernhard Hoetger                              |
| Haus der Sieben Faulen      | 7-9   |         | 1924-1927                   | Alfred Runge, Eduard Scotland                 |
| Roselius-Haus               | 6     |         | 1588 / 1902, od 1928 muzeum | ---                                           |
| Haus Sankt Petrus           | 3-5   |         | 1923-1927                   | Alfred Runge, Eduard Scotland                 |
| Haus des Glockenspiels      | 4     |         | 1922-1924                   | Alfred Runge, Eduard Scotland                 |
| Haus Atlantis               | 2     |         | 1929-1931                   | Bernhard Hoetger, Ewald Mataré (fasada, 1964) |
| Robinson-Crusoe-Haus        | 1     |         | 1930-1931                   | Ludwig Roselius, Karl von Weihe               |